# Dobroszyn (Rurzyca)
Dobroszyn – część wsi Rurzyca w Polsce, położona w województwie zachodniopomorskim, w powiecie goleniowskim, w gminie Goleniów. 
W latach 1975–1998 Dobroszyn położony był w województwie szczecińskim.

W 1925 wieś liczyła 92 mieszkańców, administracyjnie należała do powiatu Naugard, pod względem sądowniczym podlegała sądowi w Goleniowie (Amtsgericht Gollnow), a pocztę obsługiwał urząd w Kliniskach Wielkich (Groß Christinenberg).
Do 1945 r. poprzednią niemiecką nazwą osady była Klein Sophienthal. W 1948 r. ustalono urzędowo polską nazwę osady Warcisławek.